# دائگو
دائگو (انگلیسی: Daegu) شرکت ترابری ریلی کره‌ای است، که در سال ۱۹۹۵ تأسیس شد.